# Baheng
Pour les articles homonymes, voir hng.
Le baheng (ou paheng, pa-hng, autonyme, pa31ŋ̥ŋ35) est une langue hmong-mien parlée dans le Guizhou et dans le Nord-Est du Guangxi en Chine, par environ 26 800 Hmongs. Un nombre plus réduit de locuteurs réside au Viêt Nam dans les provinces de Tuyên Quang et Hà Giang.
En Chine les Hmongs de langue baheng font partie de la nationalité yao.

## Classification interne
Le baheng appartient au groupe des langues hmonguiques de la famille des langues hmong-mien.

## Phonologie
Les tableaux présentent les phonèmes vocaliques et consonantiques du baheng parlé en Chine.

### Voyelles
|         | Antérieure        | Centrale | Postérieure |
| ------- | ----------------- | -------- | ----------- |
| Fermée  | i [i] ɪ̘ [ɪ̘] y [y] |          | u [u]       |
| Moyenne | e [e]             |          | o [o]       |
| Ouverte | ɛ [ɛ]             | a [a]    | ɔ [ɔ]       |

### Diphtongues
Les diphtongues du baheng sont: ei [ei], eu [eu], ai [ai], au [au]. À cet inventaire, il faut ajouter un triphtongue, iau [iau].

### Consonnes
|               |               | Bilabiales | Alvéolaires | Alvéolaires | Alv.-pal. | Dorsales  | Dorsales  | Dorsales  | Dorsales | Glottales |
| ------------- | ------------- | ---------- | ----------- | ----------- | --------- | --------- | --------- | --------- | -------- | --------- |
| Centrales     | Latérales     | Bilabiales | Palatales   | Vélaires    | Alv.-pal. | Lab.-vél. | Uvulaires |           |          | Glottales |
| Occlusives    | Sourde        | p [p]      | t [t]       |             |           |           | k [k]     | kw [kʷ]   | q [q]    | ʔ [ʔ]     |
| Occlusives    | Aspirées      | ph [pʰ]    | th [tʰ]     |             |           |           | kh [kʰ]   | kwh [kʷʰ] | qh [qʰ]  |           |
| Fricatives    | sourdes       |            | s [s]       |             |           | ç [ç]     |           |           |          | h [h]     |
| Fricatives    | Sonore        |            | z [z]       |             |           |           |           |           |          |           |
| Fricatives    | Dévoisées     |            |             | ɫ̥ [ɫ̥]       |           |           |           |           |          |           |
| Fricatives    | Palatales     |            |             | ɫ̥j [ɫ̥ʲ]     |           |           |           |           |          |           |
| Fricatives    | Labiales      |            |             |             |           |           |           |           |          | hw [hʷ]   |
| Affriquées    | Sourdes       |            | ts [t͡s]     |             | tɕ [t͡ɕ]   | tj [tʲ]   |           |           |          |           |
| Affriquées    | Aspirées      |            | tsh [t͡sʰ]   |             | tɕh [t͡ɕʰ] | tjh [tʲʰ] |           |           |          |           |
| Liquides      | Sonores       |            |             | l [l]       |           |           |           |           |          |           |
| Liquides      | Palatales     |            |             | lj [lʲ]     |           |           |           |           |          |           |
| Nasales       | Sonores       | m [m]      | n [n]       |             | ɳ [ɳ]     | nj [nʲ]   | ŋ [ŋ]     |           |          |           |
| Nasales       | Dévoisées     | m̥ [m̥]      | n̥ [n̥]       |             | ɳ̥ [ɳ̥]     |           | ŋ̥ [ŋ̥]     |           |          |           |
| Semi-voyelles | Semi-voyelles | w [w]      |             |             | j [j]     |           |           |           |          |           |

### Une langue tonale
Le baheng est une langue tonale qui possède huit tons.
| Ton | Valeur | Exemple | Traduction |
| --- | ------ | ------- | ---------- |
| 1   | 35     | mei³⁵   |            |
| 2   | 33     | mei³³   |            |
| 3   | 31     | m̥ei³¹   |            |
| 4   | 11     | tau¹¹   |            |
| 5   | 55     | ɫ̥a⁵⁵    |            |
| 6   | 44     | kwhi44  |            |
| 7   | 53     | tjhei⁵³ |            |
| 8   | 42     | nei42   |            |

## Sources
- (zh) Chen Qiguang, Baheng Language, Minzu Yuwen, 1996:2, p. 66-76.